# SoftBank 101F
ARROWS A 101F（アローズ エース イチマルイチエフ）は、富士通モバイルコミュニケーションズによって開発された、ソフトバンクモバイルの第3世代移動通信システム（SoftBank 3G）端末である。SoftBank スマートフォンシリーズのひとつ。OSはAndroid 4.0を搭載している。

## 概要
富士通ブランドではデジタルホン時代のDP-125以来実に14年ぶりの再参入で、ソフトバンク時代では初となるスマートフォンである。富士通モバイルの実質的な前身である東芝本体の社内カンパニーであるモバイルコミュニケーション社時代を含めると、2009年12月に発売されたSoftBank X02T以来約2年半ぶりの端末となる。
NTTドコモ向けのREGZA Phone T-02D（いわゆる「富士通レグザ」）をベースとしており外装設計・スペックはほぼ同等である。ただし、こちらは900MHz帯（プラチナバンド）に対応しており、ULTRA SPEEDサービスにも対応している。
キャッチコピーは、「ULTRA SPEED 42Mbps対応 超映像美と新操作感」。

## 搭載アプリ
| フルブラウザ      | Flash Player  | おサイフケータイ | お買い物             |
| カメラ            | テレビ        | 統合辞書＋       | カバコレ             |
| YouTube           | カレンダー    | ギャラリー       | スグデコ！           |
| スッキリ目覚まし  | スマセレ      | トーク           | ドラコレ             |
| ナビ              | フォト編集    | ブック           | ホーム画面切替       |
| マップ            | メール        | メッセンジャー   | ローカル             |
| 湿温度チェッカー  | 音楽・動画    | 健康生活日記     | 赤外線               |
| 設定              | 電卓          | @Fケータイ応援団 | @アプリ              |
| バックアップ      | BooksV        | DiXiM            | ドキュメントビュアー |
| Facebook          | Gmail         | Google+          | Gガイド番組表        |
| Internet SagiWall | KSfilemanager | Latitude         | milock               |
| MUSIC BOX         | NX!エコ       | NX!電話          | NX!電話帳            |
| Playストア        | Playムービー  | Playミュージック | SoftBankメール       |
| Twitter           | Virus Scan    | WAON             | Wi-Fiスポット設定    |
| Y!トピックス      | Y!マーケット  | Y!天気・災害     | YNN                  |

## その他仕様
| 右表記載他の仕様          | 右表記載他の仕様                       | 右表記載他の仕様                        | 右表記載他の仕様           |
| ------------------------- | -------------------------------------- | --------------------------------------- | -------------------------- |
| 高感度タッチパネル        | はっきりタッチ                         | ULTRA SPEED 受信：42Mbps/送信：5.76Mbps | バッテリー容量 1800mAh     |
| 指紋センサー              | GPS                                    | おサイフケータイ                        | 緊急速報メール             |
| 防水／防塵                | デジタルオーディオプレーヤー(AAC)(WMA) | DTCP-IP対応DLNA                         | IEEE 802.11n/a 2.4GHz/5GHz |
| Corning Gorilla Glass採用 | USB接続外部ドライブ対応                | プライバシービュー                      | アプリ電池診断             |

## 歴史
- 2012年5月29日 - ソフトバンクモバイルより発表[4]。
- 2012年7月28日 - 発売[5]。

## ソフトウェア更新履歴
2012年
- 8月17日
  - まれにリセットや電源が勝手に切れる事象の改善
  - 指紋認証機能の精度向上

なお、2017年3月31日に配信が停止され、ユーザーによる端末単体でのアップデートが実行できなくなる。もし4月1日以降にアップデートを希望する場合はSoftBankの店頭に端末を預け、メーカーの修理拠点でアップデートを適用してもらう形になる為持ち込み修理扱いになるが無償で対応する（損傷などがある場合別途有償になる可能性あり）。